# Tranosemella citrofrontalis
Tranosemella citrofrontalis là một loài tò vò trong họ Ichneumonidae.